# جديتا (زحلة)
جديتا  هي إحدى القرى اللبنانية من قرى قضاء زحلة في محافظة البقاع. وهناك قريه أردنية كبيرة تحمل نفس الاسم في محافظة إربد.